# مسجد فوينخيرولا في إسبانيا
مسجد فوينخيرولا هو مكان عبادة إسلامي يقع في مدينة فوينخيرولا في مالقة، الأندلس، إسبانيا، يُعرف أيضًا بإسم مركز سهيل الثقافي الإسلامي.

## التاريخ

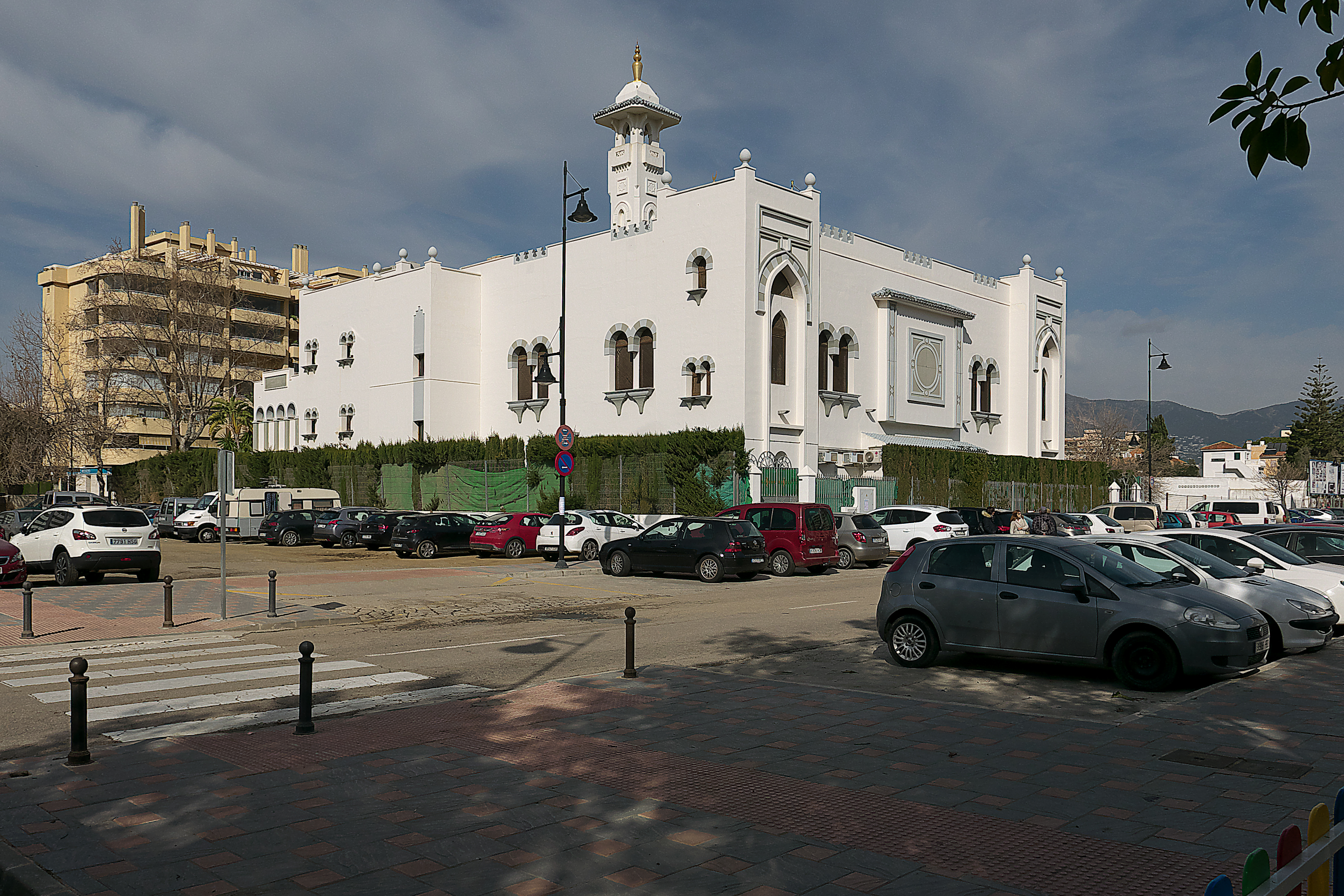
مسجد فوينخيرولا في إسبانيا 1993

بدأ بناء المسجد عام 1983 وانتهى عام 1994، بتمويل من المملكة العربية السعودية. 